# Monocotiledóneas alismatídeas
Monocotiledóneas alismatídeas (também alismatídeas ou  monocotiledóneas basais) é o nome informal utilizado para designar um grupo monocotiledóneas que constitui um grado de ramificação precoce (portanto, basal por ter divergido das restantes monocots cedo), contituído pelas ordens Acorales e Alismatales.

## Descrição
O nome também foi usado para se referir apenas as Alismatales. As monocotiledóneas são frequentemente tratados como três agrupamentos informais com base na sua ramificação a partir de monocotiledóneas ancestrais com características compartilhadas: (1) as monocotiledóneas alismatídeas; (2) as monocotiledóneas lilioides (as cinco outras ordens de monocotiledóneas não commelinídeas); e (3) as monocotiledóneas commelinídeas, agrupando as restantes ordens.
Trabalhos de investigação realizados nos Royal Botanical Gardens, Kew levou à organização em dois grupos: as monocotiledóneas alismatídeas e lilioides; e as commelinídeas. Uma abordagem semelhante é feita por Walter S. Judd na sua Plant systematics (Sistemática das plantas).

## Filogenia
Cladograma seguinte mostra as ordens de monocotiledôneas (Lilianae sensu Chase & Reveal) com base em evidências filogenéticas moleculares:
| No cladogram specified! | lilioid monocots alismatid monocots |